# Aucha
Aucha é um gênero de traça pertencente à família Arctiidae.